# Semice
Semice település Csehországban, a Nymburki járásban. Semice Hradištko, Ostrá, Přerov nad Labem, Lysá nad Labem, Velenka és Starý Vestec településekkel határos. Lakosainak száma 1547 fő (2024. január 1.).

## Népesség
A település lakosságának változását az alábbi diagram mutatja:
| Lakosok száma | 642  | 865  | 974  | 769  | 807  | 1053 | 1149 | 1336 | 1230 | 1547 |
|               | 1869 | 1900 | 1921 | 1961 | 1980 | 2011 | 2016 | 2019 | 2021 | 2024 |